# 페크메즈
페크메즈(튀르키예어: pekmez, 아제르바이잔어: bəkməz 배크매즈) 또는 도샤브(아제르바이잔어: doşab)는 포도 등의 과일 즙이나 머스트를 나뭇재나 케럽콩 간 것과 함께 졸여서 걸쭉하게 만든 시럽이다. 보통은 포도 시럽을 뜻한다.

## 같이 보기
- 석류 소스
- 포도 시럽